# Dorfkirche Stolzenhain (Röderland)

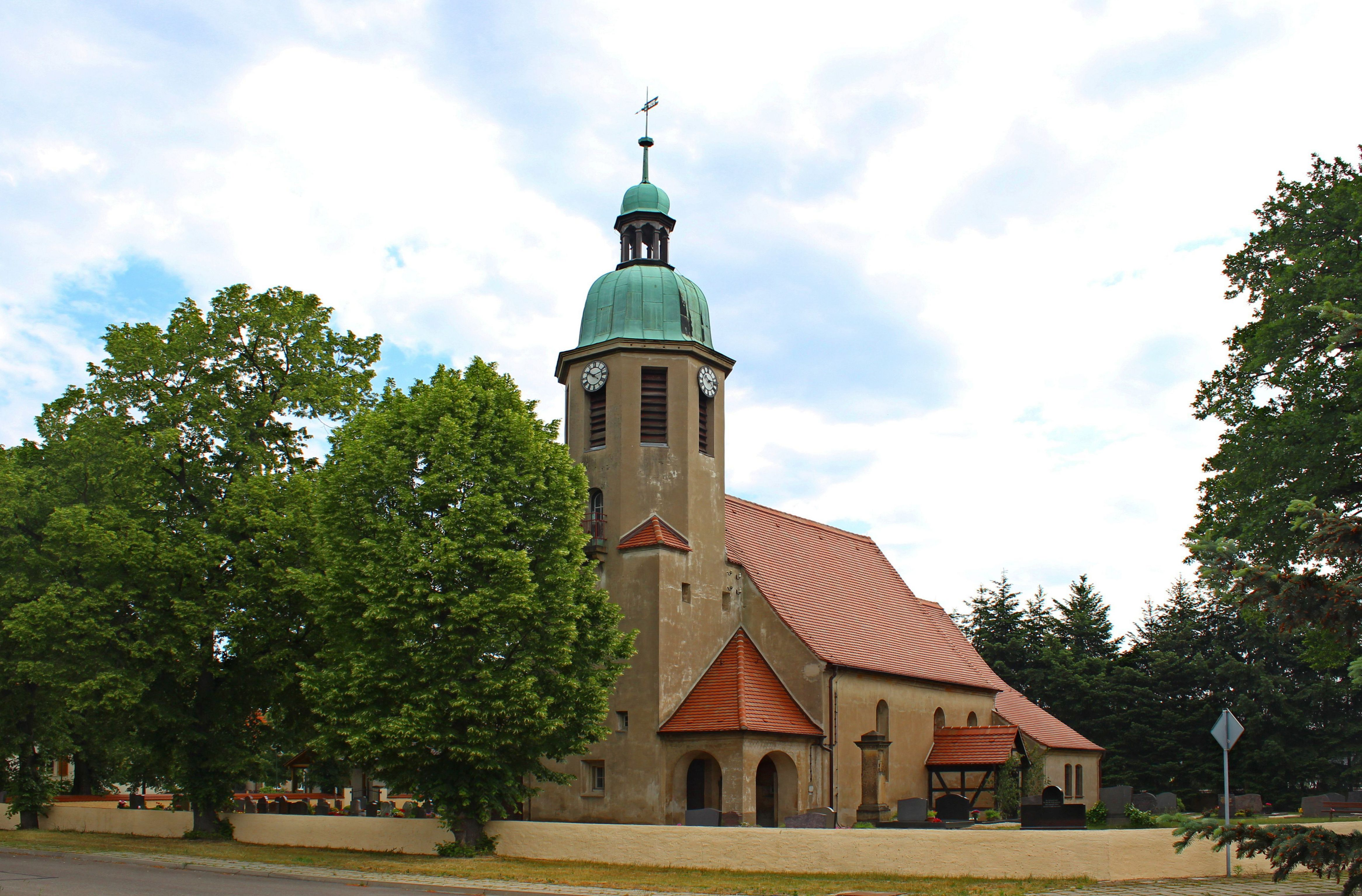
Dorfkirche Stolzenhain

Die evangelische Dorfkirche Stolzenhain ist ein denkmalgeschütztes Kirchengebäude im Ortsteil Stolzenhain der Gemeinde Röderland im südbrandenburgischen Landkreis Elbe-Elster. Hier befindet sich der Kirchenbau umgeben vom örtlichen Friedhof in zentraler Lage im Ortszentrum.

## Geschichte
Die Stolzenhainer Kirche wurde im Jahre 1592 errichtet. Sie unterstand der 1575 begründeten Parochie in Saathain, wo sich zu jener Zeit nahe dem Saathainer Herrschaftssitz eine Schlosskapelle befand, die allerdings 1629 durch eine Fachwerkkirche ersetzt wurde. Die Kirche in Stolzenhain wurde im Laufe der Zeit Mutterkirche der Parochie, weshalb auch die Geistlichen der Parochie, sofern sie hier auch verstarben, auf dem Kirchhof in Stolzenhain begraben wurden. Eine weitere Tochterkirche der Parochie befand sich im ebenfalls zum Saathainer Herrschaftsbereich gehörenden Prösen, welche auch das bei Gröditz gelegene Dorf Reppis seelsorgerisch mit betreute. 1602 erfolgte dann bei Stolzenhain die Anlage eines Pestfriedhofs, weil Pestopfern aus dem auch nach Saathain eingepfarrten Nachbardorf Schweinfurth die Beerdigung auf dem Friedhof an der Stolzenhainer Kirche in der Ortsmitte des Dorfes verwehrt wurde. Im Jahre 1768 erfolgte gegenüber dem Kirchhof der Bau des ersten Schulhauses von Stolzenhain.

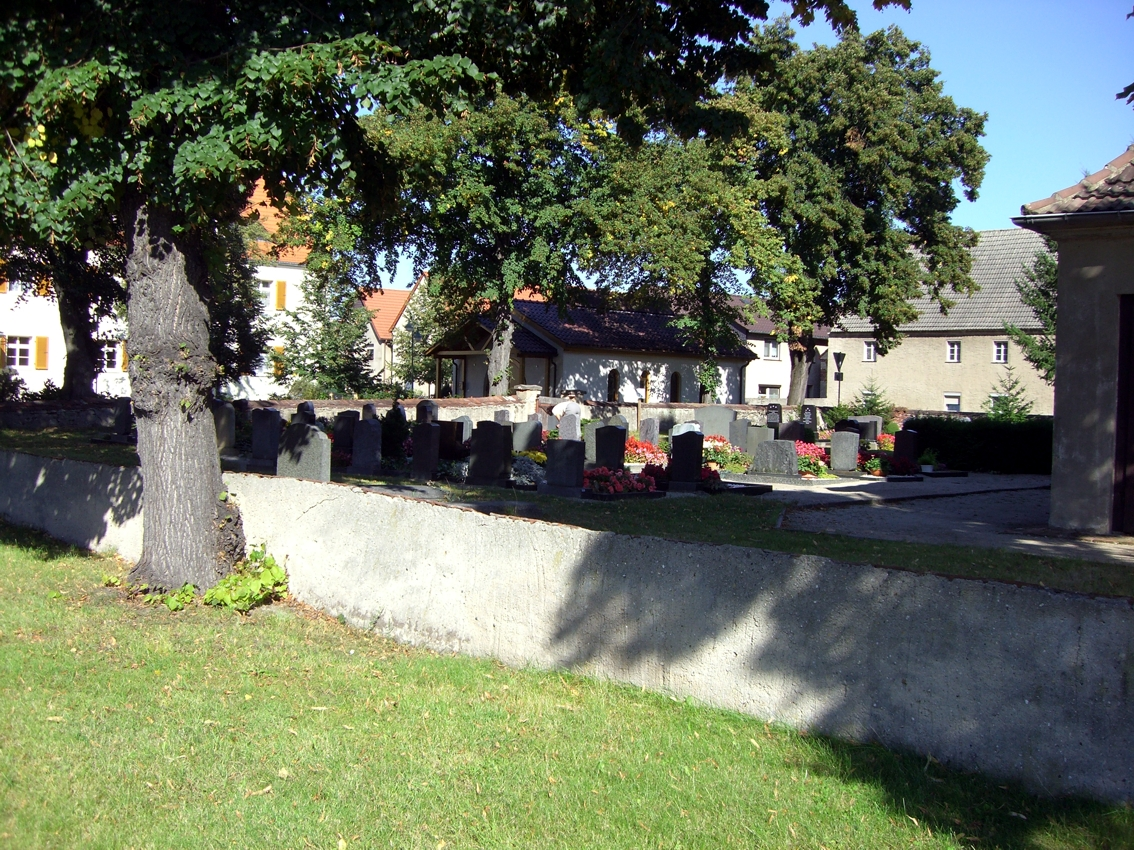
Friedhof

Nach den Befreiungskriegen kam es infolge des Wiener Kongresses 1815 zur Teilung Sachsens und es musste große Teile seines Staatsgebietes abtreten. Die neue Grenze verlief in der Region entlang der Straße von Mühlberg nach Ortrand. Die an der Straße gelegenen Gemeinden fielen dabei an Preußen. Damit wurden auch Stolzenhain und weitere Teile des Amtes Großenhain an das Königreich Preußen angegliedert und gehörten seither zur preußischen Provinz Sachsen. Mit Schweinfurth, Reppis und Gröditz verblieben allerdings einige Teile des einstigen Saathainer Herrschaftsgebietes bei Sachsen. Die in Sachsen liegenden Orte Reppis und Schweinfurth wurden schließlich 1904 und 1905 ausgepfarrt, Schweinfurth nach Nauwalde und Reppis nach Frauenhain. Anregungen dazu gab es bereits seit dem Jahre 1840, aber erst 1905 kam die Teilung der Parochie „mühsam und widerwillig“ durch Staatsvertrag zustande. Die Schradengemeinde Wainsdorf wiederum wurde in jenem Jahr in die Parochie Saathain-Stolzenhain eingepfarrt. Sie gehörte zuvor zum noch in Sachsen gelegenen Frauenhain. Das in der Zahl der Einwohner stark gewachsene Prösen wurde, nachdem dort einige Jahre zuvor schon eine Diakonie eingerichtet wurde, ab 1910 gemeinsam mit Wainsdorf eine selbstständige Parochie.
1928 musste der Turm der Stolzenhainer Kirche abgetragen werden. Dieser war bei schweren Überschwemmungen im Sommer 1926 infolge eines Dammbruchs der Großen Röder bei Würdenhain stark unterspült worden. Der neue Turm lehnt sich in seiner heutigen Form gestalterisch dem Vorgängerbau an. In den 1930er Jahren wurde die Stolzenhainer Kirche wegen ihrer Kanzel und den vorhandenen Deckenmalereien unter Denkmalschutz gestellt. Weitere Restaurierungsarbeiten erfolgten unter Pfarrer Wolfgang Bastian von 1936 bis 1937. Dabei wurden unter anderem das Dach von Kirche und Sakristei erneuert sowie die südliche Fachwerkvorhalle nach Vorbild des Vorgängerbaus neu errichtet. Des Weiteren erhielt die Kirche einen neuen Anstrich und der Turm eine neue, vom örtlichen Schmied gesponserte Wetterfahne.
Im Jahre 1965 kam es zum An- beziehungsweise Neubau der Sakristei anstelle eines hier ursprünglich vorhandenen Fachwerkbaus. Das gesamte Bauwerk wurde in der Zeit zwischen 1986 und 1992 restauriert.
2008 wurde das Dach mit einer Biberschwanz-Doppeldeckung erneuert. Außerdem erhielt die Kirche eine neue Blitzschutzanlage.

## Architektur
Bei der Stolzenhainer Kirche handelt es sich um einen im Jahre 1592 errichteten einschiffigen, verputzten Saalbau mit Satteldach, schlichten Rundbogenfenstern und eingezogenem Rechteckchor. Der sich westlich anschließende quadratische Kirchturm aus dem Jahre 1928 besitzt ein ins Oktogonale überführtes Oberteil mit Schweifhaube und Laterne. Seitlich des Turms sind niedrigere Anbauten zu finden. Südlich schließen sich eine 1936 neu errichtete Fachwerkvorhalle und eine 1965 errichtete Sakristei an.

## Ausstattung
Das Innere der Stolzenhainer Kirche ist von einer Hufeisenempore und einer reich bemalten Holzbalkendecke geprägt. Die Ausmalung stammt noch aus der Entstehungszeit der Kirche, etwa um 1600. Bebildert ist sie mit Darstellungen der alttestamentarischen Bücher Genesis, Exodus und Numeri. Die Brüstungsgemälde an der Empore zeigen Darstellungen des Geschehens von der Verkündigung bis Pfingsten. Im Chor ist eine Stuckrahmendecke zu finden.
Das hölzerne Altarretabel stammt ebenfalls aus der Zeit um 1600. Es ist wie die Predella reich bemalt sowie mit Beschlagwerk, Diamantquaderung und Masken versehen. Die hölzerne Kanzel stammt ausweislich einer Aufschrift von 1599; die Ausmalung stammt von Adam Schilling, der sich mit seiner Künstlersignatur auf einem der Felder verewigte. In den Kanzelfeldern befinden sich Gemälde vom Salvator mundi und der Evangelisten.
Weitere Ausstattungsstücke sind unter anderem ein Altarkruzifix aus dem 18. Jahrhundert und die Schnitzfigur einer stehenden Madonna aus dem 15. Jahrhundert.
Eine erste Orgel erhielt die Kirche im Jahre 1792, wofür eigens die Empore erweitert wurde. Das Instrument, welches man in gutem Zustand gebraucht in Plessa erwarb, wurde im Folgejahr durch ein Pedal erweitert. Die Kosten dafür sollen fast ebenso hoch wie für die Orgel selbst gewesen sein. Im Jahre 1893 wurde die Orgel durch ein Instrument der Schweidnitzer Orgelbaufirma Schlag & Söhne (op. 376) ersetzt. Orgeln dieser Firma wurden zuvor in der näheren Umgebung bereits 1890 in Plessa (op. 322, erhalten), 1892 in der Grödener Martinskirche (nicht erhalten) und in Saathain (nicht erhalten) eingebaut.
Die Stolzenhainer Orgel besitzt eine pneumatische Kastenlade, ein Manual und sechs Register mit Pedal.
| I Manual C–e3   |    |
| Principal       | 8′ |
| Portunalflöte   | 8′ |
| Gambe           | 8′ |
| Flauto traverso | 4′ |
| Octave          | 4′ |

| Pedal C–c1 |     |
| Subbass    | 16′ |

## Grabmäler

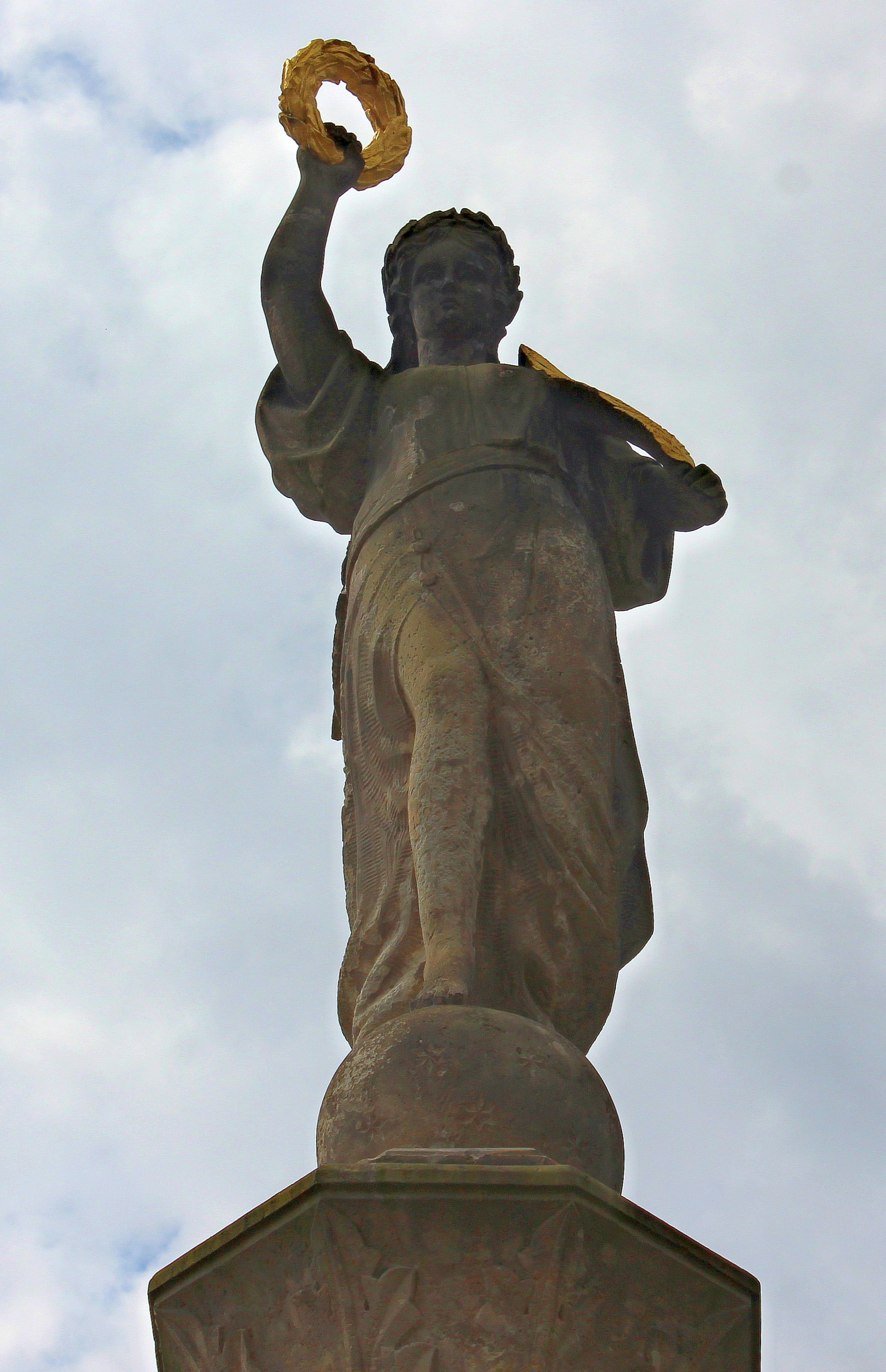
Nike
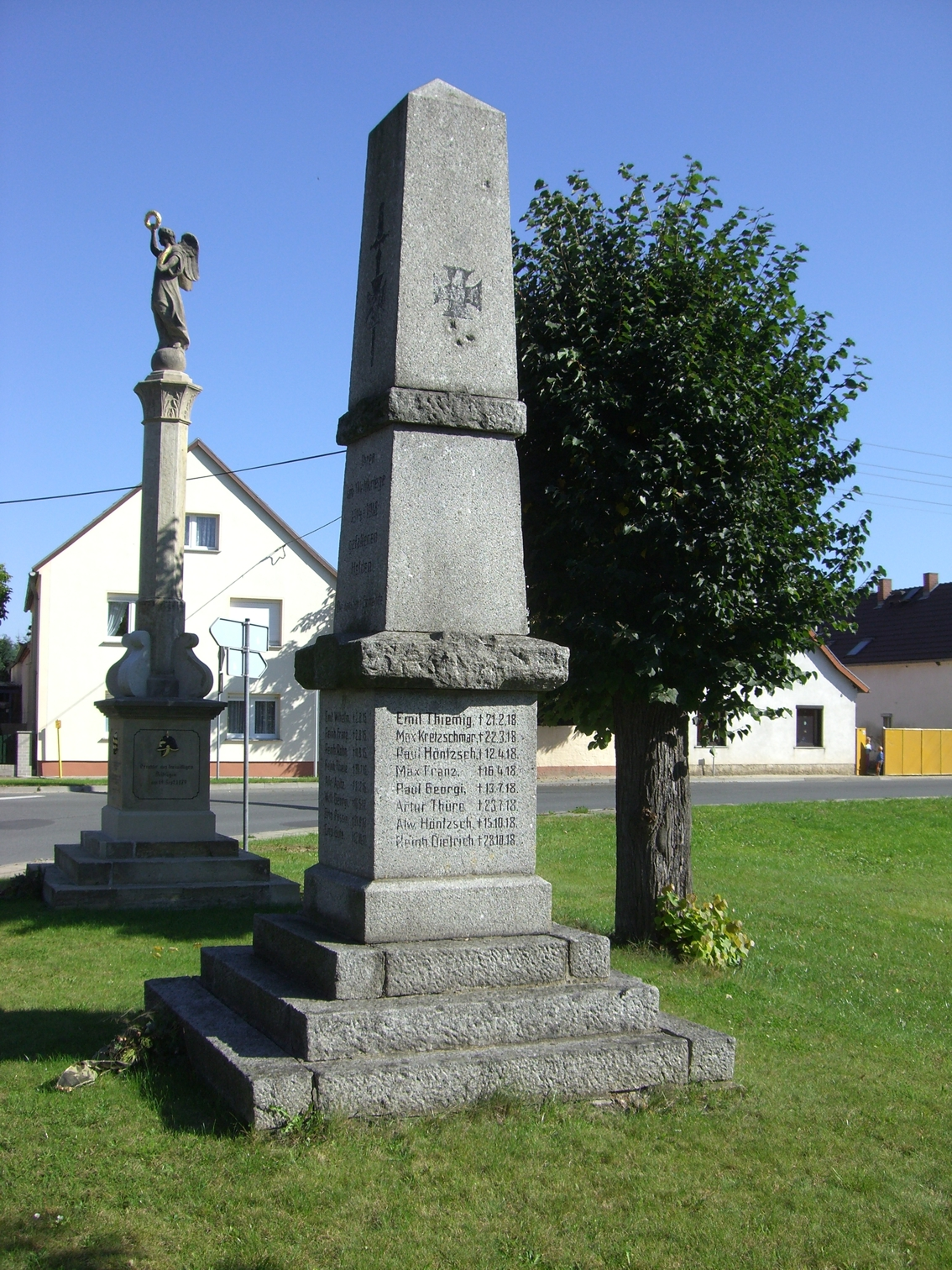
Denkmal des Ersten Weltkrieges
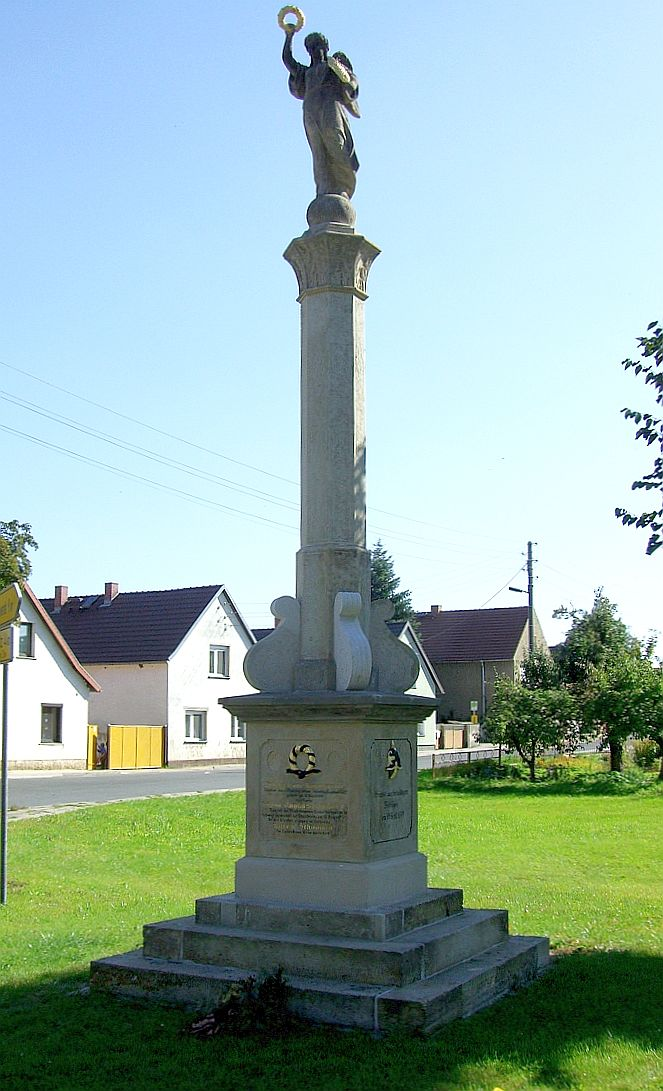
Denkmal des Deutsch-Französischen Krieges
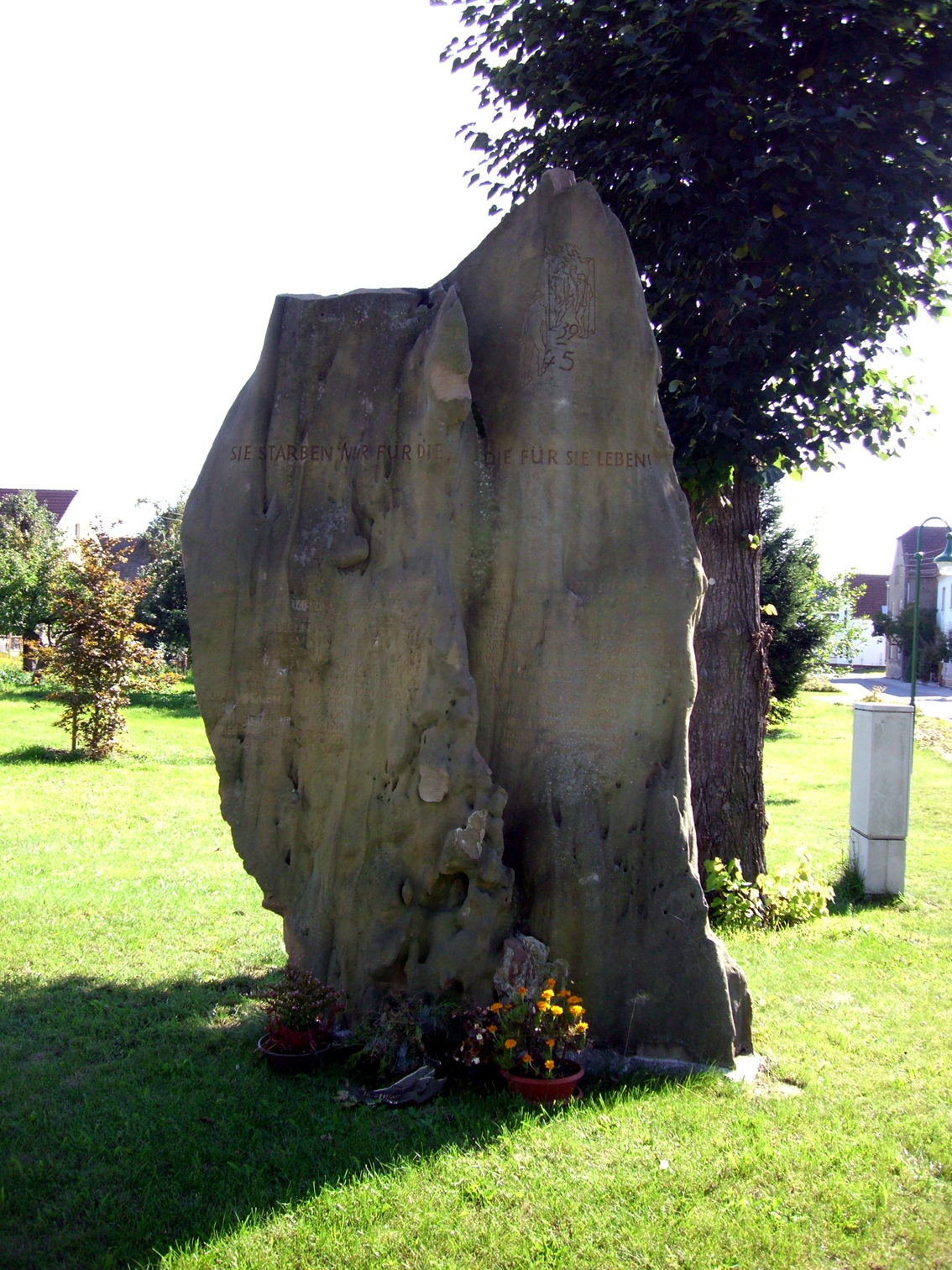
Denkmal des Zweiten Weltkrieges

Im Kircheninneren ist das bemalte hölzerne Epitaph der 1616 verstorbenen Peregrina Vogel zu finden, im Turmeingang und in der südlichen Vorhalle Grabsteine aus den Jahren 1689 und 1730.
Südlich der Kirche befindet sich auf dem Dorfanger ein ebenfalls unter Denkmalschutz stehendes Kriegerdenkmal für die gefallenen Dorfbewohner des Deutsch-Französischen Krieges (1870/71) aus dem Jahre 1879. Es zeigt auf einem gestuften Sockel stehend die griechische Siegesgöttin Nike.
In unmittelbarer Nachbarschaft sind ein Gefallenendenkmal für die Gefallenen des Ersten Weltkrieges in Form einer dreiteiligen Stele und eine Sandstein-Felsplatte als Denkmal für die Opfer des Zweiten Weltkrieges zu finden.